# Dicranomyia gracilirostris
Dicranomyia gracilirostris är en tvåvingeart som först beskrevs av Alexander 1938.  Dicranomyia gracilirostris ingår i släktet Dicranomyia och familjen småharkrankar. Inga underarter finns listade i Catalogue of Life.